# Podgórnoie (Leningrad)
|  | Per a altres significats, vegeu «Podgórnoie». |

Podgnórnoie (en rus: Подгорное) és un poble (possiólok) de l'óblast de Leningrad, a Rússia, que el 2017 tenia 248 habitants, pertany al districte de Víborgski. Fins al 1948 la vila es deia Séppialia.